# Baby First España
BabyFirst est une chaîne de télévision espagnole appartentant au groupe Prisa TV.